# Beleg van Yoshida
Het eerste Beleg van Takatenjin was een slag tijdens de Japanse Sengoku-periode in 1575. Het maakte deel uit van de campagne van Takeda Katsuyori tegen Tokugawa Ieyasu.
Het beleg maakte deel uit van een serie van aanvallen van Katsuyori in de provincie Mikawa. Kasteel Yoshida lag op de locatie van de huidige stad Toyohashi in de prefectuur Aichi. Het kasteel werd beheerd door Sakai Tadatsugu, een vazal van Tokugawa Ieyasu. Onder normale omstandigheden had het kasteel een garnizoen van 1.000 man. Ieyasu zag de aanval echter aankomen en stuurde 5.000 krijgers om de troepen van Sakai te versterken.
De slag bestond bijna volledig uit speergevechten buiten de kasteelmuren. Takeda Katsuyori raakte al snel gefrustreerd, en besefte dat Sakai niet van plan was de rest van zijn troepen buiten de muren te wagen om het tot een beslissend gevecht te brengen. Katsuyori trok zich terug en leidde zijn troepen naar Nagashino, wat zou leiden tot een doorslaggevende nederlaag en de uiteindelijke val van de Takeda-clan.